# Aleksandr Wołkow (siatkarz)
 Aleksandr Aleksandrowicz Wołkow, ros. Александр Александрович Волков (ur. 14 lutego 1985 w Moskwie) – rosyjski siatkarz, reprezentant kraju, grający na pozycji środkowego. W 2008 roku w Pekinie zdobył  brązowy medal olimpijski. Rozwiedziony, ma córkę.

## Sukcesy klubowe
Mistrzostwo Rosji:
- 2006, 2008, 2012, 2014, 2015
- 2004, 2007, 2017, 2018
- 2010, 2013

Puchar Rosji:
- 2006, 2008, 2014, 2021[2]

Liga Mistrzów:
- 2012, 2015
- 2010
- 2007, 2013

Superpuchar Rosji:
- 2008, 2009, 2011, 2012, 2020

Superpuchar Włoch:
- 2010

Puchar Włoch:
- 2011

Wicemistrzostwo Włoch:
- 2011

Klubowe Mistrzostwa Świata:
- 2011

## Sukcesy reprezentacyjne
Mistrzostwa Europy Kadetów:
- 2003

Mistrzostwa Europy Juniorów:
- 2004

Mistrzostwa Świata Kadetów:
- 2005

Mistrzostwa Świata Juniorów:
- 2005

Liga Światowa:
- 2011
- 2007, 2010
- 2008, 2009

Mistrzostwa Europy:
- 2007

Puchar Świata:
- 2011
- 2007

Igrzyska Olimpijskie:
- 2012
- 2008

Memoriał Huberta Jerzego Wagnera:
- 2011

## Nagrody indywidualne
- 2006: Najlepszy atakujący Pucharu Rosji
- 2007: Najlepszy blokujący Ligi Mistrzów
- 2008: Najlepszy blokujący Pucharu Rosji
- 2009: Najlepszy atakujący Mistrzostw Europy
- 2010: MVP Superpucharu Włoch
- 2011: Najlepszy serwujący Memoriału Huberta Jerzego Wagnera
- 2014: Nagroda Fair Play Final Four Ligi Mistrzów

## Odznaczenia
- Order Przyjaźni (13 sierpnia 2012) – za wielki wkład w rozwój kultury fizycznej i sportu, wysokie osiągnięcia sportowe na zawodach XXX Olimpiady 2012 roku w mieście Londynie (Wielka Brytania)[3]